# 이주향

이주 향의 위치

이주향(한국어: 의죽향, 중국어: 義竹鄉, 병음: Yìzhú Xiāng)은 중화민국 자이 현의 향이다. 넓이는 79.2925km2이고, 인구는 2015년 8월 기준으로 19,313명이다.

## 지리
이주 향은 자이 현 남서부에 위치해, 북쪽은 푸쯔 시와 동쪽은 루차오 향과 서쪽은 부다이 진과 남쪽은 바장시(八掌溪)를 사이에 두고 타이난 현 옌수이 진, 쉐자 진, 베이먼 향과 접하고 있다. 자난 평원에 위치하기 때문에 지세는 평탄하고 아열대 몬순 기후에 속하고 있다. 연평균 기온은 24.6℃이다.

## 역사
이주 향의 옛 이름은 이죽위장(二竹圍庄)이다. 명나라 말 정성공이 둔전을 실시해 개발이 시작되었고 청대에는 가의현 용교담보(龍蛟潭堡)에 속하고 있었다. 민난어에서는 二와 義가 동음이기 때문에 의죽(義竹)으로 고쳐졌다. 민간 전승에는 1895년, 기타시라카와 요시히사 친왕이 이곳에 진주 했을 때, 민병에 의해 살해되어 그에 대한 보복으로서 일본군이 전촌을 다 태우고 민병 49명을 살해했고 그 민병을 현창해 '의죽'으로 개칭되었다고도 전해진다.
1920년, 타이완의 지방제 개편에 의해 기치쿠 장(義竹庄)이 설치되어 다이난 주 도세키 군의 관할이 되었고 전후에는 처음에 타이난 현 이주 향이었지만 1950년에 자이 현 이주 향으로 개편되어 현재에 이르고 있다.